# 亚历山大·瓦西里耶维奇·捷连季耶夫 (滑雪运动员)

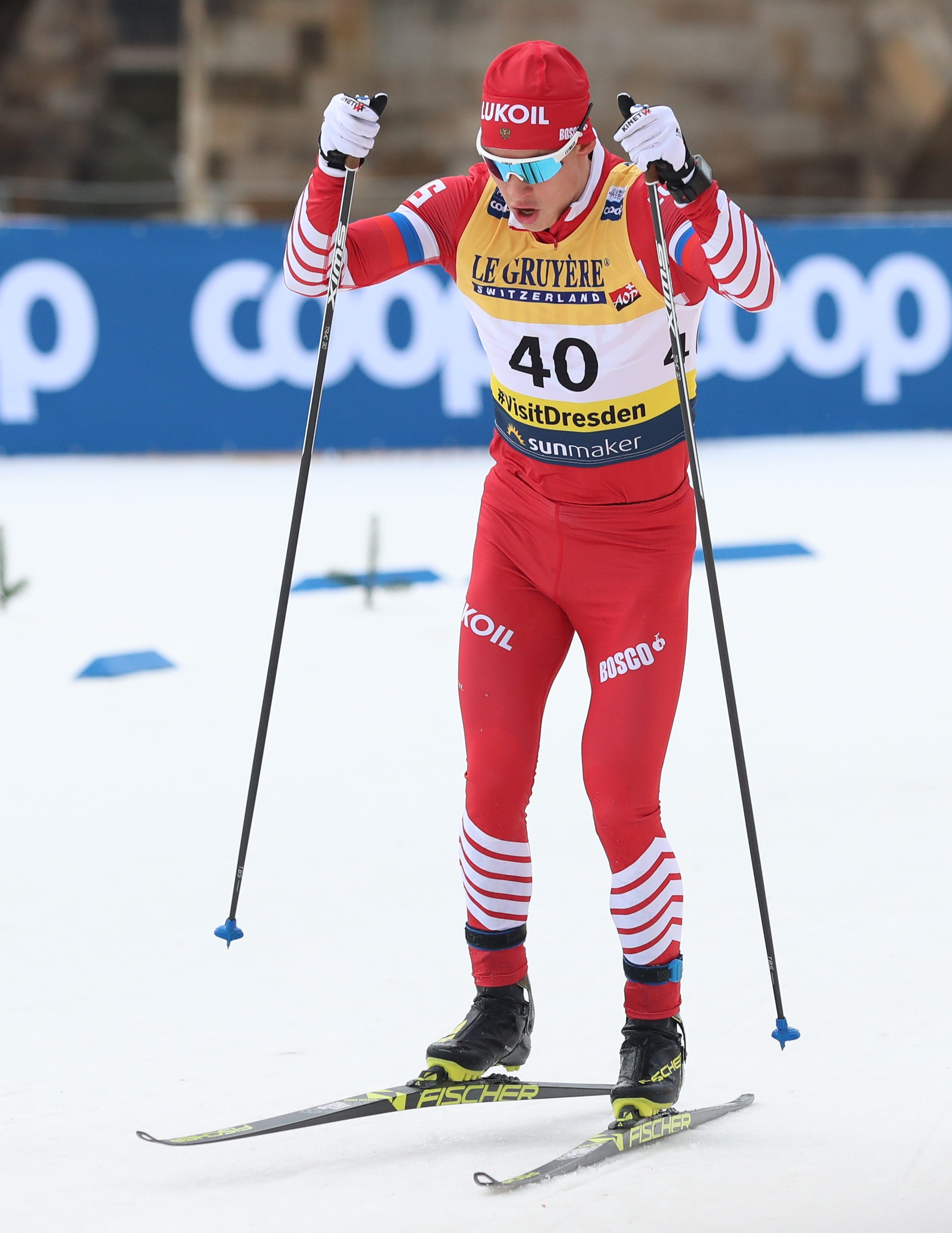
亚历山大·捷连捷夫，2019年

亚历山大·瓦西里耶维奇·捷连季耶夫（俄语：Александр Васильевич Терентьев，1999年5月19日—），俄羅斯越野滑雪運動員，他代表俄羅斯奧林匹克委員會隊參加了中國舉行的2022年冬季奧林匹克運動會，並且在男子個人爭先比賽上獲得銅牌。